# Renato de Araújo Chaves Júnior
Renato de Araújo Chaves Júnior, bekannt als Renato (* 4. Mai 1990 in São Paulo) ist ein brasilianischer Fußballspieler auf der Position eines Abwehrspielers. Zurzeit spielt er bei al-Wahda (Saudi-Arabien).

## Karriere

### Jugend und Vereinskarriere
Renato kam im Jahre 1998 in die Nachwuchsabteilung des brasilianischen Großklubs Corinthians São Paulo, der seinen Sitz in der Metropole São Paulo hat. Dabei durchlief er verschiedene Jugendspielklassen und kam im Februar 2009 erstmals in den Profikader des Vereines mit Spielbetrieb in der Série A, der höchsten Spielklasse des Landes.
Nachdem die Mannschaft im Jahre 2008 von der zweitklassigen Série B in die höchste Fußballliga aufstieg, trainierte Renato bereits mit dem Profiteam mit, obgleich er selbst noch in der Vereinsjugend integriert war. Vor allem durch seine starken Saisons 2007 und 2008 machte Renato bei den Profis auf sich aufmerksam. Etwa drei Monate nachdem er in die Profimannschaft aufgerückt war, gab Renato am 10. Mai 2009 sein Profidebüt, als er bei einer 0:1-Heimniederlage gegen den Internacional Porto Alegre die volle Spieldauer auf dem Platz stand.
Bereits bei seinem zweiten Profiligaeinsatz am 31. Mai 2009 erzielte der 1,85 m große Abwehrrecke bei der 1:3-Auswärtsniederlage gegen den FC Santos in der 50. Spielminute den einzigen Treffer für sein Team. In derselben Partie erhielt er rund 13 Minuten nach seinem Tor eine gelbe Karte.
Im Jahre 2009 schaffte er es so auf insgesamt sieben Einsätze in der Série A, wobei er auf einen Treffer kam. Einer der größten Erfolge war der Gewinn des brasilianischen Pokals im gleichen Jahr. In der darauf folgenden Saison 2010 spielte er kein einziges Mal und stand lediglich viermal im Kader.
Schließlich wurde er an den Figueirense FC verliehen, dort machte er jedoch kein Spiel in der Série A, sondern nur drei Spiele und drei Tore in der Staatsmeisterschaft. Daraufhin wurde er für die Folgesaison an den Zweitligisten Portuguesa São Paulo verliehen. Bei einem 4:1-Sieg gegen den Goías EC debütierte er für die Mannschaft, nachdem er in der zweiten Spielhälfte eingewechselt wurde. Am vorletzten Spieltag stand er gegen den Duque de Caxias FC in der Startelf und schoss sein erstes Tor in der zweithöchsten brasilianischen Spielklasse. In der gesamten Spielzeit 2011 spielte er 19 Mal. Nach dem Aufstieg in die Série A, kam er in der Folgesaison wettbewerbsübergreifend zu 23 Einsätzen und einem Tor.
Kurz nach Saisonbeginn wurde er jedoch endgültig abgegeben, an den Zweitligisten Athletico Paranaense. In seiner Premierensaison dort kam er jedoch zu keinen Einsätzen und stand auch nur dreimal im Spieltagskader. Nach dem erneuten Aufstieg von Chaves und seinem Verein, spielte er erneut keine Rolle im Profikader. Am Anfang der Folgesaison kam er noch zu zwei Staatsmeisterschaftsspielen für Athletico-PR.
Anschließend wechselte er jedoch auf Leihbasis zurück in die zweite Liga zu Náutico Capibaribe. Am 15. Spieltag der Saison 2014 stand er über di vollen 90 Minuten auf dem Platz und gab somit sein Debüt gegen den Santa Cruz FC. Bei der 1:4-Niederlage gegen den América FC schoss er den einzigen Treffer des Vereins und somit auch sein erstes Tor für den neuen Arbeitgeber. Die Saison beendete er mit 20 Ligaeinsätzen und zwei Spielen in der Staatsmeisterschaft.
Nach einer Saison verließ er den Verein jedoch schon wieder und wechselte in die Série A zu AA Ponte Preta. Am zweiten Spieltag stand er bei einem 1:0-Erfolge gegen den FC São Paulo direkt in der Startelf und debütierte für den Verein. Gegen Figueirense, am 16. Spieltag, verlor seine Mannschaft mit 1:3, Chaves schoss jedoch den Treffer von Ponte Preta und sein erstes Tor im neuen Trikot. Bei seinem neuen Team war er Stammspieler und spielte wettbewerbsübergreifend 40 Mal, wobei ihm drei Treffer gelangen.
Nach einer starken Saison bei Ponte Preta wurde er Anfang 2016 von Fluminense Rio de Janeiro verpflichtet, kurz nach seiner Verlängerung bei seinem alten Klub. Sein Debüt gab er jedoch erst am 14. Spieltag bei einem 0:0-Remis gegen den EC Vitória über die volle Spielzeit. Bei seinem dritten Einsatz, am 18. Spieltag, traf er gegen Figueirense das erste Mal und hatte somit einen Anteil am 3:2-Sieg. In der gesamten Saison lief er jedoch nur achtmal auf. In der Spielzeit 2017 kam er schon öfters zum Einsatz und spielte 14 Série-A-Spiele. Ein Höhepunkt der Saison war für Chaves der Doppelpack im Copa-Libertadores-Viertelfinal-Rückspiel gegen Flamengo Rio de Janeiro. 2018 war er Stammspieler und spielte bis zum Sommer 2018 29 Mal.
Im Sommer wechselte er das erste Mal ins Ausland zu Al-Wahda in die Saudi Professional League. Gegen al-Hazem debütierte er in der höchsten saudi-arabischen Spielklasse in der Startelf. Bereits am vierten Spieltag schoss er gegen den Ittihad FC sein erstes Tor im Ausland, als sein Team 2:2 spielte. Die Saison beendete er mit drei Toren und einer Vorlage in wettbewerbsübergreifend 31 Spielen. Auch in der Folgesaison war er in der Innenverteidigung gesetzt und spielte 28 Mal, wobei ihm erneut drei Treffer gelangen.
Bei einem 0:1 gegen Al-Ahli debütierte er direkt am ersten Spieltag für die Mannschaft. Bei einem 2:2-Unentschieden gegen Al-Hilal schoss er den 2:2-Ausgleich und sein erstes Tor für al-Batin.

### Nationalmannschaftskarriere
Erste internationale Erfahrung sammelte Renato bereits mit der U-20-Nationalelf von Brasilien, in die er Ende Juli 2009 erstmals einberufen wurde. Insgesamt absolvierte er für die Auswahl zwei Länderspiele und nahm bereits an etlichen internationalen Jugendturnieren teil.

## Erfolge
Corinthians
- brasilianischer Pokal-Sieger: 2009

Fluminense
- Primeira Liga do Brasil: 2016
- Taça Guanabara: 2017
- Taça Rio: 2018

Portuguesa
- Aufstieg in die Série A: 2011

Paranaense
- Aufstieg in die Série A: 2012